# Административно деление на Камерун
Камерун е разделена на 10 полу-автономни региона, като всяка се управлява от избран Регионален Съвет. Регионите са подразделени на департаменти, като общият брой на департаментите е 58. Всеки департамент се управлява от „префект“, избиран от президента.
От 12 ноември 2008 г., чрез президентски указ, официалното название на административната единица в страната се променя. Старото название „провинция“ се заменя с „регион“.
10-те региона са:
- Адамауа
- Централен регион
- Източен регион
- Далечен Север
- Литорал
- Северен регион
- Северозападен регион
- Южен регион
- Югозападен регион
- Западен регион